# Pierre Montlaur (auteur)
Pour les articles homonymes, voir Pierre Montlaur et Montlaur.
Pierre Montlaur est un auteur français né à Escales (Aude) le 27 septembre 1927 et mort à Toulouse le 19 avril 1988.
Ce vétérinaire avicole passionné par l'histoire de l'Égypte antique a effectué plusieurs voyages dans ce pays. Ses romans ont pour sujet trois périodes de l'Égypte antique (Imhotep pour l'Ancien Empire, Nitocris pour la Première Période intermédiaire et Iosseph pour le Moyen Empire).
En 1986, atteint d'un cancer au poumon, Pierre Montlaur écrit son dernier ouvrage Iosseph qui se situe à la fin du Moyen Empire sous la XIIIe dynastie. Il y conte l'entrée du peuple juif en Égypte.
Pierre Montlaur décède le 19 avril 1988, quelques mois avant la publication de ce dernier livre.

## Parcours égyptologique
En sixième, il est fasciné par les hiéroglyphes et les Bas-reliefs égyptiens. Cette idée de dessiner des yeux de face dans un profil lui parait extraordinaire.
À la fin des années 1970, il effectue un voyage en Égypte. À son retour, il dévore tous les livres sur l'Antiquité. Plus tard, il entreprend l'étude des hiéroglyphes, y consacrant une heure par jour pendant quatre ans.
Ayant constaté que la littérature s'emparait toujours des mêmes personnages : Cléopâtre, Ramsès II, Toutânkhamon, il décide en 1980 d'écrire Imhotep, architecte des premières grandes pyramides.

## Publications
- Nitocris, la dame de Memphis, Albin Michel, 1985  (ISBN 2226022740) ;
- Imhotep, le mage du Nil, Albin Michel, 1985  (ISBN 2226019871) ;
- Iosseph, le juif du Nil, Albin Michel, 1989  (ISBN 2226036776) ;
- Imhotep, Albin Michel, 1997  (ISBN 222609332X).